# 巴特温茨海姆
巴特温茨海姆（發音：[baːt ˈvɪntsˌhaɪm] ⓘ）是德国巴伐利亚州中弗兰肯行政区艾施河畔诺伊施塔特-巴特温茨海姆县的城市，面积78.24平方千米，2023年12月31日人口为12,766人。

## 友好城市
- 法國 圣伊里耶拉佩尔什
- 義大利 埃斯泰
- 德国 埃克伦茨